# Travail à la demande
Travail à la demande est un documentaire sorti en 2021 réalisé par Shannon Walsh, écrit avec Harold Crooks et Julien Goetz, sur une enquête de Julien Goetz et produit par Intuitive Picture et Point du Jour-les films du Balibari.

## Synopsis
Le monde du travail à l'ère du numérique en passant par les plateforme de livraisons rapides tel qu'Amazon ou Uber ainsi que l'utilisation des logiciels d'intelligences artificielles pour effectuer des tâches tout en étant assister par des humains. Au milieu de cela, les travailleurs voient leurs conditions de travail s'aggraver alors que la crise du Covid-19 les contraint à se mettre en confinement.

## Fiches technique
- Titre : Travail à la demande
- Réalisation : Shannon Walsh
- Scénario : Harold Crooks et Julien Goetz
- Musique : David Chalmin
- Société de production : Arte
- Société de distribution : Point du Jour International
- Pays d'origine : France et Canada
- Langue originale : Français
- Genre : Documentaire
- Durée : 1h26
- Date de sortie : 2021

## Critique
Le documentaire est salué pour son enquête et son analyse par plusieurs revues de presse dont Le Monde, Europe1, Télépro ainsi que Télé-Loisir et Télérama.

## Autour du documentaire
Il a été tourné en même temps qu'un autre documentaire intitulé "  Vive le travail ! ".